# Чухнов, Иван Филиппович
Ива́н Фили́ппович Чухно́в (8 марта 1904, Новомиргород, Херсонская губерния — 30 марта 1965, Москва) — советский военный деятель. Генерал-полковник технических войск (1955).

## Начало военной службы
Из крестьянской семьи. Украинец.
На военной службе в Красной Армии с августа 1923 года. В 1926 году окончил 5-ю Украинскую кавалерийскую школу имени С. М. Будённого (Таганрог). С 1926 года служил в 8-й кавалерийской дивизии, командир взвода в 43-м кавалерийском полку, с ноября 1927 года исполняющий должность командира отдельного химического взвода в этой дивизии. С 1926 года член ВКП(б).
В 1929 году окончил химические Курсы усовершенствования командного состава РККА (Киев). С января 1929 года командир отдельного химического взвода 8-й кавалерийской дивизии. С января 1931 года начальник химической службы 44-го Елецкого кавалерийского полка. С декабря 1932 года начальник химической службы 53-й стрелковой дивизии в Приволжском военном округе (Саратовская область).
С сентября 1937 года военный комиссар Калининского военно-химического училища. С сентября 1939 года комиссар Санитарно-технического института РККА. С 26 октября 1940 года член Военного совета 7-й армии Ленинградского военного округа (штаб в Петрозаводске). 13 июня 1941 года был освобождён от этой должности.

## Великая Отечественная война
С 7 июля 1941 года — член Военного Совета 8-й армии. Участвовал в Прибалтийской оборонительной операции, в Ленинградской оборонительной операции, в обороне Ленинграда. 24 сентября 1941 года снят с должности командующим Ленинградским фронтом Г. К. Жуковым, вместе с командующим армией генерал-майором В. И. Щербаковым.
Позднее с большим понижением был назначен начальником политотдела 86-й стрелковой дивизии на Ленинградском фронте, а 21 ноября 1941 — начальником политотдела 268-й стрелковой дивизии на Волховском фронте. Участвовал в дальнейших сражениях битвы за Ленинград.
В марте 1942 года назначен членом Военного Совета Приморской армии и в конце месяца прибыл в армию, которая героически обороняла Севастополь. В Севастополе проявил себя с хорошей стороны, был лично храбр, много внимания уделял повышению боеспособности войск. Был эвакуирован из Севастополя с Военным Советом Приморской армии 1 июля 1942 года на подводной лодке Щ-209, в пути удержал от самоубийства командующего армией И. Е. Петрова.

Дивизионный комиссар Чухнов мне понравился: спокойный, вдумчивый, держится просто. Как и наш Кузнецов, он могучего сложения, хотя и ниже ростом. А характером более живой. И в отличие от Кузнецова, остававшегося по натуре и привычкам человеком глубоко штатским, — кадровый военный. До того как стал политработником, окончил Военно-химическую академию.— Крылов Н. И. Не померкнет никогда. — М.: Воениздат, 1984.
С конца 1942 года — первый заместитель начальника Главного военно-химического управления РККА. С 1946 года до конца жизни — начальник Химических войск Советской Армии.
Скончался в Москве. Похоронен на Новодевичьем кладбище.

## Воинские звания
- Бригадный комиссар (20.2.1939)
- Дивизионный комиссар (22.7.1940)
- Генерал-майор технических войск (7.12.1942)
- Генерал-лейтенант технических войск (5.7.1946)
- Генерал-полковник технических войск (8.8.1955)

## Награды
- 2 ордена Ленина (24.07.1942, 20.06.1949)
- 3 ордена Красного Знамени (10.02.1943, 3.11.1944, 3.11.1953)
- орден Богдана Хмельницкого I степени (18.12.1956)
- орден Красной Звезды (11.03.1964)[2]
- медали СССР

иностранные ордена и медали
- Медаль «Китайско-советская дружба»